# Football League Championship 2006-07
La Football League Championship 2006-07 (conocida como "Coca-Cola Championship"  por razones de patrocinio) fue la tercera edición de la Football League Championship.

## Ascensos y descensos
| Pos | a Premier League |
| --- | ---------------- |
| 1º  | Reading          |
| 2º  | Sheffield United |
| 3°  | Watford          |

| Pos | a Football League Championship |
| --- | ------------------------------ |
| 18º | Birmingham City                |
| 19º | West Bromwich Albion           |
| 20º | Sunderland                     |

| Pos | a Football League Championship |
| --- | ------------------------------ |
| 1º  | Southend United                |
| 2º  | Colchester United              |
| 3º  | Barnsley                       |

| Pos | a League One           |
| --- | ---------------------- |
| 22º | Crewe Alexandra        |
| 23º | Millwall               |
| 24º | Brighton & Hove Albion |

## Datos de los clubes
| Equipo                  | Ciudad             | Estadio                        | Capacidad |
| ----------------------- | ------------------ | ------------------------------ | --------- |
| Sunderland              | Sunderland         | Stadium of Light               | 49.000    |
| Birmingham City         | Birmingham         | St. Andrew’s Stadium           | 30.000    |
| Cardiff City            | Cardiff            | Cardiff City Stadium           | 26.800    |
| Colchester United       | Colchester         | Weston Homes Community Stadium | 10.100    |
| Coventry City           | Coventry           | Ricoh Arena                    | 32.600    |
| Crystal Palace          | Londres            | Selhurst Park                  | 26.300    |
| Derby County            | Derby              | Pride Park Stadium             | 33.600    |
| Barnsley                | Barnsley           | Oakwell Stadium                | 23.000    |
| Burnley                 | Burnley            | Turf Moor                      | 22.600    |
| Southampton             | Southampton        | St. Mary’s Stadium             | 32.700    |
| Hull City               | Kingston upon Hull | KC Stadium                     | 25.400    |
| Ipswich Town            | Ipswich            | Portman Road                   | 30.300    |
| Leeds United            | Leeds              | Elland Road                    | 39.500    |
| Leicester City          | Leicester          | Walkers Stadium                | 32.500    |
| Luton Town              | Luton              | Kenilworth Road Stadium        | 10.200    |
| Norwich City            | Norwich            | Carrow Road                    | 26.200    |
| Plymouth Argyle         | Plymouth           | Home Park                      | 19.500    |
| Preston North End       | Preston            | Deepdale                       | 22.200    |
| Queens Park Rangers     | Londres            | Loftus Road                    | 19.100    |
| Sheffield Wednesday     | Sheffield          | Hillsborough Stadium           | 39.800    |
| Southend United         | Southend-on-Sea    | Roots Hall                     | 12.400    |
| Stoke City              | Stoke-on-Trent     | Britannia Stadium              | 28.400    |
| West Bromwich Albion    | West Bromwich      | The Hawthorns                  | 26.500    |
| Wolverhampton Wanderers | Wolverhampton      | Molineux Stadium               | 28.500    |

## Clasificación
Los dos primeros equipos de la clasificación ascienden directamente a la Premier League 2007-08, los clubes ubicados del tercer al sexto puesto disputan un play-off para determinar un tercer ascenso.
|                                                 | Pos | Equipo                  | Pts | PJ | PG | PE | PP | GF | GC | Dif | Notas                                   |
| ----------------------------------------------- | --- | ----------------------- | --- | -- | -- | -- | -- | -- | -- | --- | --------------------------------------- |
|                                                 | 1.  | Sunderland (C) (A)      | 88  | 46 | 27 | 7  | 12 | 76 | 47 | 29  | Ascenso a la Premier League             |
|                                                 | 2.  | Birmingham City (A)     | 86  | 46 | 26 | 8  | 12 | 67 | 42 | 25  | Ascenso a la Premier League             |
|                                                 | 3.  | Derby County(A)         | 84  | 46 | 25 | 9  | 12 | 62 | 46 | 16  | Playoffs de ascenso a la Premier League |
|                                                 | 4.  | West Bromwich Albion    | 76  | 46 | 22 | 10 | 14 | 81 | 55 | 26  | Playoffs de ascenso a la Premier League |
|                                                 | 5.  | Wolverhampton Wanderers | 76  | 46 | 22 | 10 | 14 | 59 | 56 | 3   | Playoffs de ascenso a la Premier League |
|                                                 | 6.  | Southampton             | 75  | 46 | 21 | 12 | 13 | 77 | 53 | 24  | Playoffs de ascenso a la Premier League |
|                                                 | 7.  | Preston North End       | 74  | 46 | 22 | 8  | 16 | 64 | 53 | 11  |                                         |
|                                                 | 8.  | Stoke City              | 73  | 46 | 19 | 16 | 11 | 62 | 41 | 21  |                                         |
|                                                 | 9.  | Sheffield Wednesday     | 71  | 46 | 20 | 11 | 15 | 70 | 66 | 4   |                                         |
|                                                 | 10. | Colchester United       | 69  | 46 | 20 | 9  | 17 | 70 | 56 | 14  |                                         |
|                                                 | 11. | Plymouth Argyle         | 67  | 46 | 17 | 16 | 13 | 63 | 62 | 1   |                                         |
|                                                 | 12. | Crystal Palace          | 65  | 46 | 18 | 11 | 17 | 59 | 51 | 8   |                                         |
|                                                 | 13. | Cardiff City            | 64  | 46 | 17 | 13 | 16 | 57 | 53 | 4   |                                         |
|                                                 | 14. | Ipswich Town            | 62  | 46 | 18 | 8  | 20 | 64 | 59 | 5   |                                         |
|                                                 | 15. | Burnley                 | 57  | 46 | 15 | 12 | 19 | 52 | 49 | 3   |                                         |
|                                                 | 16. | Norwich City            | 57  | 46 | 16 | 9  | 21 | 56 | 71 | -15 |                                         |
|                                                 | 17. | Coventry City           | 56  | 46 | 16 | 8  | 22 | 47 | 62 | -15 |                                         |
|                                                 | 18. | Queens Park Rangers     | 53  | 46 | 14 | 11 | 21 | 54 | 68 | -14 |                                         |
|                                                 | 19. | Leicester City          | 53  | 46 | 13 | 14 | 19 | 49 | 64 | -15 |                                         |
|                                                 | 20. | Barnsley                | 50  | 46 | 15 | 5  | 26 | 53 | 85 | -32 |                                         |
|                                                 | 21. | Hull City               | 49  | 44 | 13 | 10 | 21 | 51 | 67 | -16 |                                         |
| Archivo:English football league logo detail.png | 22. | Southend United (D)     | 42  | 46 | 10 | 12 | 24 | 47 | 80 | -33 | Descenso de categoría                   |
| Archivo:English football league logo detail.png | 23. | Luton Town (D)          | 40  | 46 | 10 | 10 | 26 | 53 | 81 | -28 | Descenso de categoría                   |
| Archivo:English football league logo detail.png | 24. | Leeds United(1) (D)     | 46  | 46 | 13 | 7  | 26 | 46 | 72 | -26 | Descenso de categoría                   |

(C) Campeón (A) Ascendido (D) Descendido
- (1)  A Leeds United se le descontó 10 puntos por administración financiera.

### Play-Offs por el tercer ascenso a la Premier League
|  | Semifinales             | Semifinales | Semifinales          |   |              | Final | Final |  |
|  |                         |             |                      |   |              |       |       |  |
|  |                         |             |                      |   |              |       |       |  |
|  | Southampton             | 1           | 3(3)                 |   |              |       |       |  |
|  | Southampton             | 1           | 3(3)                 |   |              |       |       |  |
|  | Derby County            | 2           | 2(4)                 |   |              |       |       |  |
|  | Derby County            | 2           | 2(4)                 |   | Derby County | 1     |       |  |
|  |                         |             |                      |   | Derby County | 1     |       |  |
|  |                         |             | West Bromwich Albion | 0 |              |       |       |  |
|  | Wolverhampton Wanderers | 2           | West Bromwich Albion | 0 | 0            |       |       |  |
|  | Wolverhampton Wanderers | 2           |                      |   | 0            |       |       |  |
|  | West Bromwich Albion    | 3           | 1                    |   |              |       |       |  |
|  | West Bromwich Albion    | 3           | 1                    |   |              |       |       |  |
|  |                         |             |                      |   |              |       |       |  |

## Estadísticas

### Goleadores
| Jugador         | Equipo               | Goles |
| --------------- | -------------------- | ----- |
| Jamie Cureton   | Colchester United    | 23    |
| Michael Chopra  | Cardiff City         | 22    |
| Diomansy Kamara | West Bromwich Albion | 21    |
| Robert Earnshaw | Norwich City         | 19    |
| Chris Iwelumo   | Colchester United    | 18    |
| Grzegorz Rasiak | Southampton          | 18    |
| Steve Howard    | Derby County         | 16    |
| Alan Lee        | Ipswich Town         | 16    |
| Kevin Phillips  | West Bromwich Albion | 16    |
| David Nugent    | Preston North End    | 15    |

- Datos: Q2976639